# Maurice Pujo
Maurice Pujo (26 de enero de 1872-6 de septiembre de 1955) fue un periodista francés.

## Biografía
Nacido en Lorrez-le-Bocage en 1872, fue cofundador, junto con Henri Vaugeois en 1898, del Comité d'Action Française, que posteriormente se convirtió en el movimiento nacionalista y monárquico Action Française. 
Su hijo, Pierre Pujo, lideró Action Française hasta su muerte el 10 de noviembre de 2007.

## Obras
- Le Règne de la Grâce (1894).
- Après l’Affaire (1898).
- Essais de Critique Générale de la Crise Générale (1898).
- Contre la Classe de Philosophie de l'Enseignement Secondaire (1899).
- Les Nuées (1908).
- Les Cadres de la Démocratie. Pourquoi l’on a Étouffé l’Affaire Valensi? (1912).
- La Politique du Vatican (1928).
- Comment Rome s’est Trompée. L’Agression Contre l’Esprit (1929).
- La Guerre et l’Homme (1932).
- Les Camelots du Roi (1933).[2]
- La Veillée (1934).
- Le Problème de l’Union (1937).
- Comment La Rocque a Trahi (1938).
- Charles Maurras et Maurice Pujo devant la Cour de Justice du Rhône les 24, 25, 26 et 27 janvier 1945 (5 vols., 1945).
- L’Action Française Contre l’Allemagne. Mémoire au Juge d’Instruction (1946).
- Au Grand Juge de France. Requête en Révision d’un Arrêt de Cour de Justice (con Charles Maurras, 1949).
- Vérité, Justice, Patrie. Pour Réveiller le Grand Juge. Seconde Enquête en Révision d’un Arrêt de Cour de Justice (con Charles Maurras, 1951).